# Bastion host

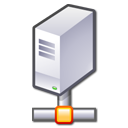
Обозначение для Узла-бастиона

Узел-бастион (Bastion host) — так называют специально отведенный компьютер в сети, обычно расположенный на внешней стороне демилитаризованной зоны (ДМЗ) организации. Такой узел полностью открыт для атак, так как он не защищен ни фаерволом ни фильтрующим маршрутизатором. Узел-бастион нужно тщательно проектировать и настраивать, чтобы свести к минимуму вероятность взлома.

## Примеры использования
Узлы-бастионы часто используют как:
- Web-сервер
- DNS-сервер
- SMTP-сервер
- FTP-сервер
- Proxy сервер
- NNTP-сервер
- В качестве«ловушки»(Honeypot)
- VPN-сервер

Рекомендуется выделять таким узлам только одну из указанных функций. Чем больше функций выполняет сервер, тем больше вероятность оставить незамеченным слабое место в системе безопасности. Обеспечение защиты одной службы на узле-бастионе намного проще, чем если таких служб будет несколько. Сетевая архитектура с несколькими узлами-бастионами предоставляет организациям дополнительные преимущества.